# Discografia de Asia Cruise
A discografia da cantora norte-americana Asia Cruise consiste em nove singles e um videoclipe.

## Álbuns

### Álbuns de estúdio
| Título              | Detalhes do álbum                                                                                                | Gráfico de pico das posições | Gráfico de pico das posições | Gráfico de pico das posições | Gráfico de pico das posições | Gráfico de pico das posições | Vendas |
| Título              | Detalhes do álbum                                                                                                | US                           | FRA                          | NL                           | SWI                          | UK                           | Vendas |
| Who Is Asia Cruise? | - Lançamento: Indeterminado - Selo: Mosley/Zone4/Interscope Records/Hitz Committee - Formato: CD, Music download | —                            | —                            | —                            | —                            | —                            | —      |

## Singles

### Como artista principal
| Título                                                                     | Ano  | Gráfico de pico das posições | Gráfico de pico das posições | Gráfico de pico das posições | Gráfico de pico das posições | Gráfico de pico das posições | Gráfico de pico das posições | Gráfico de pico das posições | Gráfico de pico das posições | Gráfico de pico das posições | Certificações | Álbum               |
| Título                                                                     | Ano  | US                           | AUS                          | CAN                          | FRA                          | GER                          | IRE                          | NZ                           | SWE                          | UK                           | Certificações | Álbum               |
| -------------------------------------------------------------------------- | ---- | ---------------------------- | ---------------------------- | ---------------------------- | ---------------------------- | ---------------------------- | ---------------------------- | ---------------------------- | ---------------------------- | ---------------------------- | ------------- | ------------------- |
| "Selfish"                                                                  | 2007 | 33                           | —                            | —                            | —                            | —                            | —                            | —                            | —                            | —                            |               | Who Is Asia Cruise? |
| "Come On"                                                                  | 2007 | —                            | —                            | —                            | —                            | —                            | —                            | —                            | —                            | —                            |               | Who Is Asia Cruise? |
| "Boyfriend"                                                                | 2008 | —                            | —                            | —                            | —                            | —                            | —                            | —                            | —                            | —                            |               | Who Is Asia Cruise? |
| "Walk Me Out"                                                              | 2008 | —                            | —                            | —                            | —                            | —                            | —                            | —                            | —                            | —                            |               | Who Is Asia Cruise? |
| "Worry Bout Me"                                                            | 2008 | —                            | —                            | —                            | —                            | —                            | —                            | —                            | —                            | —                            |               | Who Is Asia Cruise? |
| "No Thanks To You"                                                         | 2009 | —                            | —                            | —                            | —                            | —                            | —                            | —                            | —                            | —                            |               | TBA                 |
| "—" denota um título que não gráfico, ou não foi lançado nesse território. |      |                              |                              |                              |                              |                              |                              |                              |                              |                              |               |                     |

### Singles Promocionais
| Título          | Ano  | Gráfico de pico das posições | Gráfico de pico das posições | Gráfico de pico das posições | Gráfico de pico das posições | Gráfico de pico das posições | Gráfico de pico das posições | Gráfico de pico das posições | Gráfico de pico das posições | Gráfico de pico das posições | Certificações | Álbum |
| Título          | Ano  | US                           | AUS                          | CAN                          | FRA                          | GER                          | IRE                          | NZ                           | SWE                          | UK                           | Certificações | Álbum |
| --------------- | ---- | ---------------------------- | ---------------------------- | ---------------------------- | ---------------------------- | ---------------------------- | ---------------------------- | ---------------------------- | ---------------------------- | ---------------------------- | ------------- | ----- |
| "See You Again" | 2013 | —                            | —                            | —                            | —                            | —                            | —                            | —                            | —                            | —                            |               | TBA   |
| "Lego House"    | 2013 | —                            | —                            | —                            | —                            | —                            | —                            | —                            | —                            | —                            |               | TBA   |
| "Love Lives On" | 2013 | —                            | —                            | —                            | —                            | —                            | —                            | —                            | —                            | —                            |               | TBA   |

## Videoclipes

### Como artista
| Ano  | Título    | Diretor      |
| ---- | --------- | ------------ |
| 2008 | "Selfish" | Desconhecido |